# Stanisław Brucz
Stanisław Brucz (ur. 13 grudnia 1899 w Warszawie, zm. 8 stycznia 1978 w Łodzi) – polski poeta, tłumacz, teoretyk poezji.

## Życiorys
Brucz w latach 1919–1921 uczestniczył w wojnie polsko-bolszewickiej. Był członkiem grupy literackiej związanej z „Nową Kulturą” i „Almanachem Nowej Sztuki”, w ramach której pisał futurystyczne wiersze, jest autorem m.in. zbioru wierszy „Bitwa” (1925). Przekładał z języka rosyjskiego i francuskiego poezję, w tym m.in. Guillaume Apollinaire, a także „Damę kameliową” Alexandre’a Dumasa (syna). W latach 1925–1931 był dziennikarzem we Francji. W latach 1949–1964 pełnił funkcję kierownika Teatru Wojska Polskiego i Teatru im. Stefana Jaracza w Łodzi.
W Łodzi mieszkał w Domu Literatów przy al. T. Kościuszki 98.
Pochowany został na cmentarzu komunalnym Zarzew w Łodzi (Kwatera: XXII, Rząd: 5, Grób: 10).